# Ванкувер (Вашингтон)
Ванкувер (англ. Vancouver) — місто (англ. city) в США, в окрузі Кларк штату Вашингтон. Північне передмістя Портленда. Назване на честь Джорджа Ванкувера. Населення — 190 915 осіб (2020).

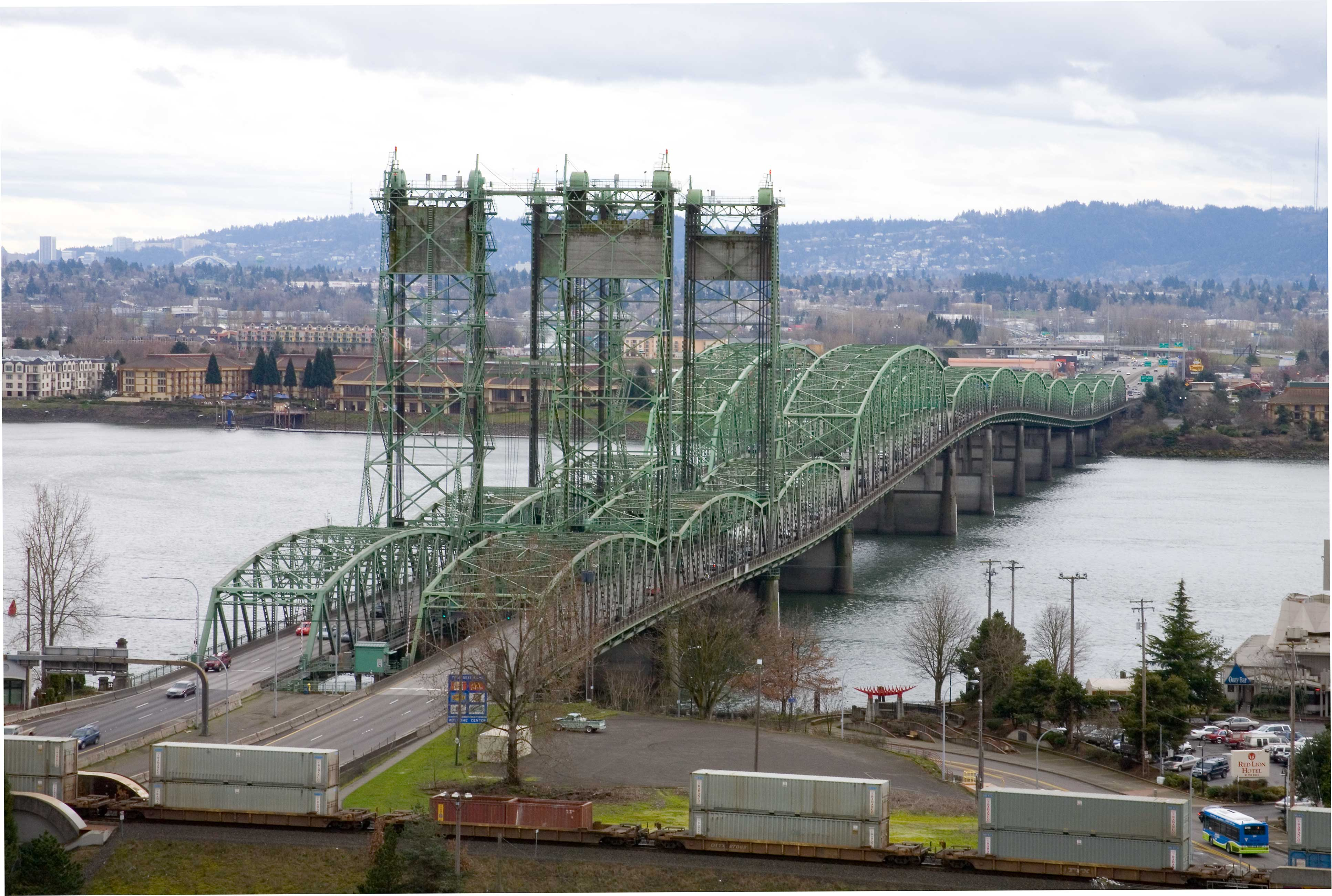
Вид на Джантзен-Біч, північно-східний Портланд і один з двох мостів через Колумбію, що пов'язують Ванкувер з Портландом. Траса I-5

За оцінками, в окрузі проживає до 30 тисяч вихідців з колишнього СРСР, переважно українців з України, християн-біженців. В місті з десяток іммігрантських п'ятидесятницьких і баптистських церков. Також тут знаходяться магазини, автомайстерні, транспортні компанії і інші, що належать українцям.
Тут у 1937 році сів Валерій Чкалов, коли здійснював переліт з Москви до Сан-Франциско через північний полюс. Його ім'ям названа одна з центральних вулиць і встановлений монумент подарований СРСР.

## Географія
Ванкувер розташований за координатами 45°38′14″ пн. ш. 122°35′47″ зх. д. / 45.63722° пн. ш. 122.59639° зх. д. (45.637236, -122.596516). За даними Бюро перепису населення США в 2010 році місто мало площу 129,12 км², з яких 120,32 км² — суходіл та 8,80 км² — водойми.

### Клімат
| Клімат : Ванкувер       | Клімат : Ванкувер | Клімат : Ванкувер | Клімат : Ванкувер | Клімат : Ванкувер | Клімат : Ванкувер | Клімат : Ванкувер | Клімат : Ванкувер | Клімат : Ванкувер | Клімат : Ванкувер | Клімат : Ванкувер | Клімат : Ванкувер | Клімат : Ванкувер | Клімат : Ванкувер |
| Показник                | Січ.              | Лют.              | Бер.              | Квіт.             | Трав.             | Черв.             | Лип.              | Серп.             | Вер.              | Жовт.             | Лист.             | Груд.             | Рік               |
| Абсолютний максимум, °C | 18,9              | 22,8              | 28,3              | 32,2              | 37,2              | 40,6              | 42,2              | 40,6              | 39,4              | 32,2              | 22,2              | 18,3              | 42,2              |
| Середній максимум, °C   | 8,7               | 10,9              | 13,8              | 16,4              | 20,1              | 23,0              | 26,7              | 27,5              | 24,3              | 17,4              | 11,7              | 8,2               | 17,4              |
| Середній мінімум, °C    | 1,9               | 1,8               | 3,9               | 5,9               | 9,0               | 11,8              | 13,8              | 13,8              | 10,9              | 6,7               | 4,3               | 1,4               | 7,1               |
| Абсолютний мінімум, °C  | −22,2             | −19,4             | −7,8              | −4,4              | −2,2              | 1,1               | 2,8               | 1,7               | −2,2              | −6,1              | −14,4             | −23,3             | −23,3             |
| Норма опадів, мм        | 140               | 102               | 91                | 76                | 63                | 45                | 18                | 20                | 40                | 78                | 150               | 172               | 995               |
| Днів з опадами          | 20,1              | 16,0              | 18,4              | 17,6              | 14,3              | 9,4               | 4,5               | 3,8               | 7,6               | 14,4              | 20,5              | 19,8              | 163,7             |
| Днів зі снігом          | 0,3               | 0,8               | 0,2               | 0                 | 0                 | 0                 | 0                 | 0                 | 0                 | 0                 | 0,5               | 1,4               | 3,2               |
| ----------------------- | ----------------- | ----------------- | ----------------- | ----------------- | ----------------- | ----------------- | ----------------- | ----------------- | ----------------- | ----------------- | ----------------- | ----------------- | ----------------- |
| Джерело: NOAA           |                   |                   |                   |                   |                   |                   |                   |                   |                   |                   |                   |                   |                   |

## Демографія
Згідно з переписом 2010 року, у місті мешкала 161 791 особа в 65 691 домогосподарстві у складі 40 246 родин. Густота населення становила 1253 особи/км². Було 70005 помешкань (542/км²).
Расовий склад населення:
| - 80,9 % — білих - 5,0 % — азіатів - 2,9 % — чорних або афроамериканців - 1,0 % — вихідців з тихоокеанських островів - 1,0 % — корінних американців - 4,3 % — осіб інших рас |

До двох чи більше рас належало 4,8 %. Частка іспаномовних становила 10,4 % від усіх жителів.
За віковим діапазоном населення розподілялося таким чином: 24,0 % — особи молодші 18 років, 63,6 % — особи у віці 18—64 років, 12,4 % — особи у віці 65 років та старші. Медіана віку мешканця становила 35,9 року. На 100 осіб жіночої статі у місті припадало 95,1 чоловіків; на 100 жінок у віці від 18 років та старших — 92,4 чоловіків також старших 18 років.
Середній дохід на одне домашнє господарство становив 64 866 доларів США (медіана — 50 626), а середній дохід на одну сім'ю — 73 593 долари (медіана — 57 335). Медіана доходів становила 45 885 доларів для чоловіків та 38 203 долари для жінок. За межею бідності перебувало 14,8 % осіб, у тому числі 20,0 % дітей у віці до 18 років та 9,6 % осіб у віці 65 років та старших.
Цивільне працевлаштоване населення становило 77 660 осіб. Основні галузі зайнятості: освіта, охорона здоров'я та соціальна допомога — 20,1 %, виробництво — 12,5 %, роздрібна торгівля — 12,2 %.